# Balgheim
Balgheim ist eine Gemeinde im Landkreis Tuttlingen in Baden-Württemberg. Zur Gemeinde Balgheim gehören außer dem Dorf Balgheim keine weiteren Ortschaften.

## Geographie

### Geographische Lage
Balgheim liegt in einer Talmulde am Rand der Baarhochebene am Fuß der Schwäbischen Alb und des Dreifaltigkeitsbergs in einer Höhe von 680 bis 980 m ü. NHN. Über das Gebiet der Gemeinde verläuft die europäische Wasserscheide Rhein-Donau. Hier befindet sich die Quelle der Prim, die in Rottweil in den Neckar mündet; nur einen Kilometer entfernt im Nachbarort Dürbheim entspringt der Faulenbach, der über die Elta in Tuttlingen in die Donau fließt.

### Nachbargemeinden
Die Gemeinde grenzt im Norden an Böttingen, im Südosten an Dürbheim, im Süden an Rietheim-Weilheim und im Westen an die Stadt Spaichingen.

### Schutzgebiete
Balgheim hat einen kleinen Anteil am Naturschutzgebiet Dürbheimer Moos. Der Nordteil der Gemarkung gehört zum Landschaftsschutzgebiet Albtrauf zwischen Balgheim und Gosheim mit Dreifaltigkeitsberg, Klippeneck und Lemberg.
Balgheim hat zudem Anteil am FFH-Gebiet Großer Heuberg und Donautal sowie am Vogelschutzgebiet Südwestalb und Oberes Donautal. Darüber hinaus gehört Balgheim zum Naturpark Obere Donau.

## Geschichte

### Überblick
Gräber aus der Merowingerzeit lassen auf eine Gründung des Orts im 6. oder 7. Jahrhundert schließen. Erstmals urkundlich erwähnt wurde Balgheim im Jahre 1113. 1420 wurde das Dorf an die Freie Reichsstadt Rottweil verkauft, bei der es bis 1689 blieb. Danach wechselten die Herrschaften nominell unter der Oberhoheit von Vorderösterreich häufig, bis Balgheim 1806 zum Königreich Württemberg kam und dem Oberamt Spaichingen zugeordnet wurde. Bei der Gebietsreform 1938 gelangte der Ort zum Landkreis Tuttlingen. Im Jahre 1945 wurde die Gemeinde ein Teil der Französischen Besatzungszone und kam somit zum Nachkriegsland Württemberg-Hohenzollern, welches 1952 im Bundesland Baden-Württemberg aufging.

### Religion
Balgheim war bis zum Ende des 18. Jahrhunderts stets katholisch und blieb deshalb auch danach überwiegend katholisch geprägt. Im Jahre 1642 brannten die Schweden das Pfarrhaus und die Kirche ab. Von 1702 bis 1709 wurde die nach dem Dreißigjährigen Krieg errichtete Behelfskirche durch die der heiligen Dreifaltigkeit und der heiligen Jungfrau Maria geweihte Kirche ersetzt. Inzwischen lautet das Patrozinium der katholischen Kirchengemeinde in Balgheim auf Mariä Himmelfahrt. Die Gemeinde ist Teil der Seelsorgeeinheit Am Dreifaltigkeitsberg im Dekanat Tuttlingen-Spaichingen.

## Politik
Die Gemeinde ist Mitglied der vereinbarten Verwaltungsgemeinschaft der Stadt Spaichingen.

### Bürgermeister
- 1967–2004: Horst Fechter (1936–2015, CDU), zugleich Bürgermeister von Dürbheim 1962–2004
- 2004–2020: Helmut Götz (CDU), zugleich Bürgermeister von Mahlstetten seit 2016
- seit 2020: Nathanael Schwarz (* 1990, CDU)

Im Oktober 2019 wurde Nathanael Schwarz zum Bürgermeister gewählt. Er trat das Amt Anfang 2020 an.

### Gemeinderat
Nach der Wahl 2014 hat der Gemeinderat 8 Mitglieder.

### Wappen und Banner
| Wappen von Balgheim | Blasonierung: „In geteiltem Schild oben in Blau zwei silberne (weiße) Lilien nebeneinander, unten in Gold (Gelb) ein schwarzes Rautengitter.“                                                                                            |
| Wappen von Balgheim | Wappenbegründung: Das erstmals 1931 verliehene Wappen ist abgeleitet vom Wappen der 1488 ausgestorbenen Herren von Balgheim; es genügte aber nicht den heraldischen Farbregeln. 1934 wurde dann das noch heute gültige Wappen verliehen. |

„Das Banner ist weiß-blau längsgestreift mit dem aufgelegten Wappen oberhalb der Mitte.“

## Kultur und Sehenswürdigkeiten

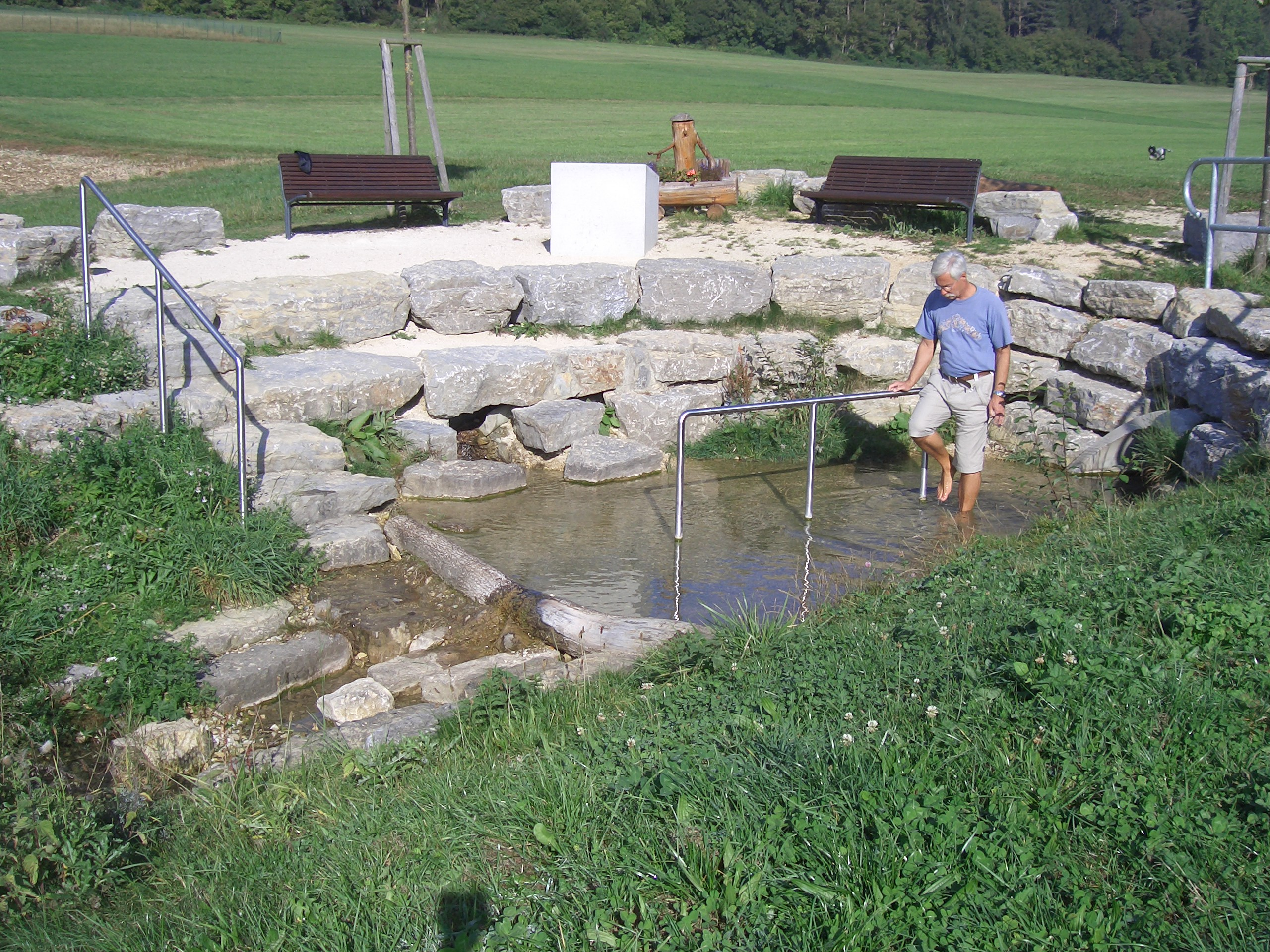
Barfußpfad

Ein Teil der Gemeindefläche liegt im Naturpark Obere Donau. Die Kommune ist dem Tourismusverband „Donaubergland“ angeschlossen.
Die Pfarrkirche Mariä Himmelfahrt wurde von 1702 bis 1709 erbaut und beherbergt einen klassizistischen Hochaltar aus Marmor von 1794.

## Wirtschaft und Infrastruktur

### Verkehr
Am Ortsrand von Balgheim verläuft die Bundesstraße 14 zwischen Rottweil und Tuttlingen. Die Gemeinde liegt im Gebiet des Verkehrsverbunds Schwarzwald-Baar-Heuberg. Die Bahnstrecke Plochingen–Immendingen überwindet hier die europäische Wasserscheide. Am Haltepunkt Balgheim bestehen werktags stündliche Ringzug-Verbindungen nach Rottweil, Tuttlingen und Geisingen-Leipferdingen. Die Buslinie 19 in Richtung Bubsheim verbindet Balgheim mit seinen Nachbargemeinden.
Durch eine Alltagsroute aus dem Radnetz Baden-Württemberg ist Balgheim über Rietheim-Weilheim mit Tuttlingen und in der anderen Richtung über Spaichingen mit Rottweil verbunden.

## Persönlichkeiten
- Gottfried Seiler (1866–1940), Pfarrer und Inspektor der Diakonen- und Erziehungsanstalt Rummelsberg